# Dún Ibhir
Dún Ibhir („Ibhirs Festung“; anglisiert Dooniver) ist eine Siedlung auf der Insel Acaill im Westen des Countys Mayo in der Provinz Connacht. Nahe dem Ort liegen einige Strände wie Trá Dhún Ibhir und der Bullsmouth Beach. Dem Bullsmouth Beach vorgelagert ist die Insel Inis Bigil.

## Lage
Dooniver liegt an der Ostseite von Acaill. Die umgebenden Orte sind An Ascaill, Tóin an tSeanbhaile, Bun an Churraigh. Dún Ibhir gliedert sich in eine Reihe Teilorte auf: Béal an Bhulláin (Bullsmouth), Claddagh, Dún Ibhir, The Brae, Baile na Locha (Lakeside), Dionn, Áird Mhór.

## Bildung
In Dún Ibhir steht eine National School. Diese wurde 1910 gegründet und befand sich ursprünglich in Bullsmouth, zog aber später um.

## Verkehr
Bus Éireann fährt den Ort einmal täglich mit der Linie 440 an.

## Wirtschaft
Es existieren eine Reihe Betriebe aus Handel und Gewerbe am Ort, darunter ein Bed & Breakfast und ein Campingplatz.

## Bilder

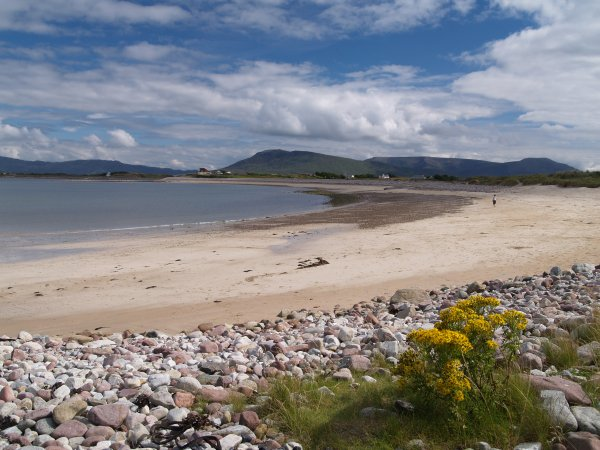
Blick nach Inis Bigil
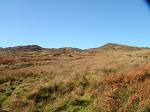
Dún Ibhir
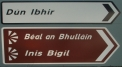
Straßenschild in Dún Ibhir